# GN-z11

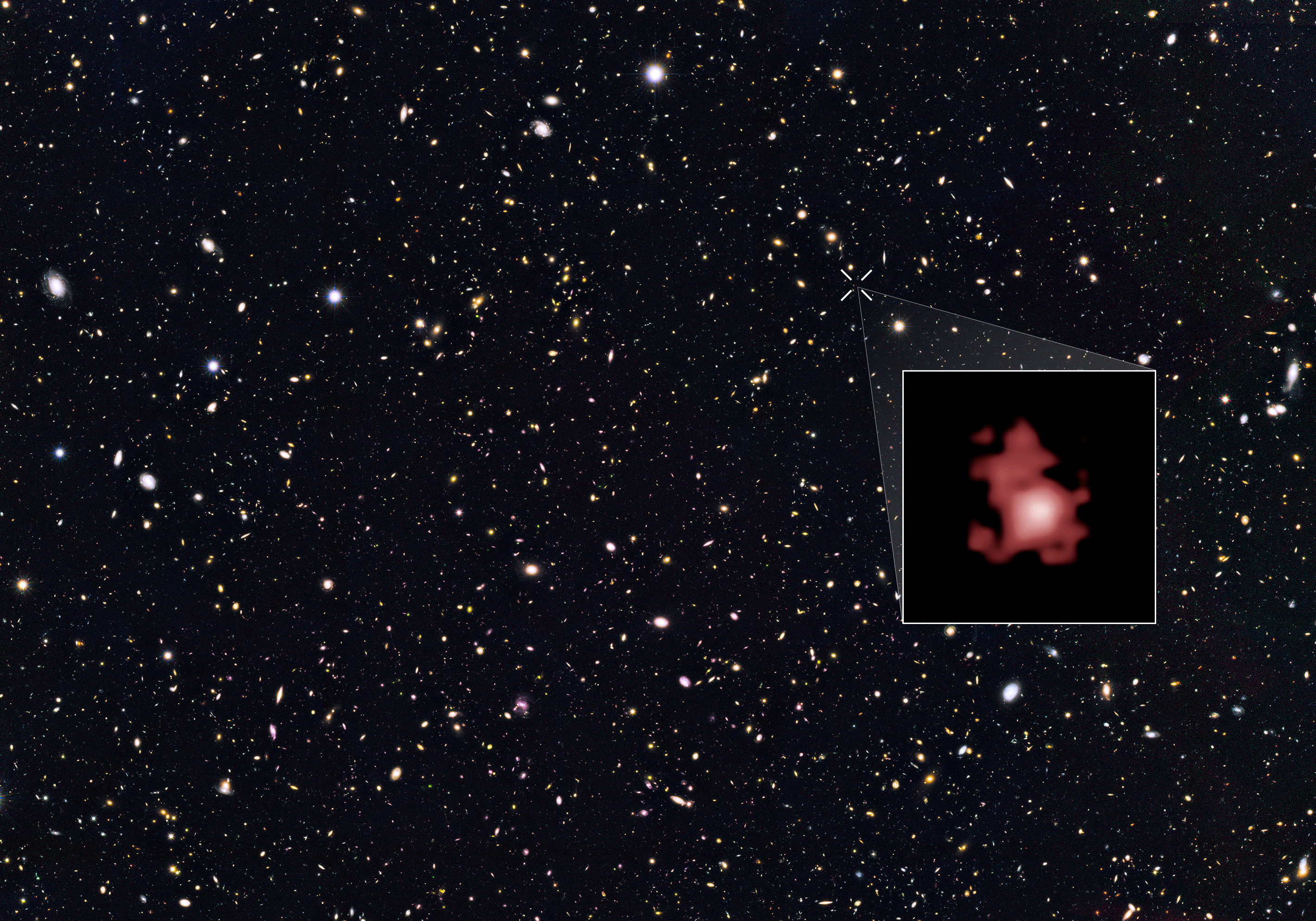
Imagem de GN-z11

GN-z11 é uma galáxia redshift (devido ao seu movimento de afastamento) encontrada na constelação de Ursa Maior e uma das galáxias mais antigas e distantes conhecidas no universo observável. O nome GN é derivado de sua localização no campo GOODS-North de galáxias.
Esta galáxia tem um desvio para o vermelho espectroscópico de z = 11,09; o que corresponde a uma distância de aproximadamente 32 bilhões de anos-luz da Terra. GN-z11 é observada como era há 13,4 bilhões de anos, apenas 400 milhões anos após o Big bang; como resultado, sua distância é amplamente (e erroneamente) relatada como 13,4 bilhões de anos-luz.